# مایک آیدو
مایک آیدو (انگلیسی: Mike Aidoo؛ زادهٔ ۳۰ مه ۲۰۰۵) بازیکن فوتبال اهل ایتالیا است که برای باشگاه فوتبال اینترمیلان در پست مدافع بازی می‌کند.